# Верано Брианца
Вера̀но Бриа̀нца (на италиански: Verano Brianza, на западноломбардски: Veràn, Веран) е град и община в Северна Италия, провинция Монца и Брианца, регион Ломбардия. Разположен е на 262 m надморска височина. Населението на общината е 9285 души (към 2012 г.).
До 2004 г. общината е част от провинция Милано.